# NGC 741
NGC 741 je galaksija u zviježđu Ribe.

## Vanjske poveznice
- SEDS: NGC 741